# The Lancet
The Lancet és una revista mèdica britànica publicada setmanalment per the Lancet Publishing Group. El nom de la revista s'ha pres de l'instrument quirúrgic bisturí, en anglès Lancet o Scalpel. L'actual editor (2004) és Richard Horton d'Elsevier Properties, SA.
El primer número fou publicat en data del 5 d'octubre del 1823 per Thomas Wakley, que edità la revista fins a la seva mort. Ian Douglas-Wilson fou el redactor cap entre 1965 i 1976.
Existeixen diverses edicions de la revista, i entre elles trobem:
- The Lancet Neurology (neurologia)
- The Lancet Oncology (oncologia)
- The Lancet Infectious Diseases (malalties infeccioses)

La pàgina web thelancet.com fou llançada l'any 1996 i l'accés als articles en línia daten del 1998,
D'altra banda, la revista és coneguda, sobretot, per les diferents enquestes que realitzar durant cada qui que engloben, tot sovint, prop de 188 països al món. La revista permet, d'aquesta manera, donar el punt d'alerta o bé mostrar l'estat de salut al món.